# ان. کی. جمیسین
ان. کی جمیسین (انگلیسی: N. K. Jemisin؛ زادهٔ ۱۹ سپتامبر ۱۹۷۲) رمان‌نویس، روان‌شناس، مشاوره شغلی اهل ایالات متحده آمریکا است.
وی همچنین برندهٔ جوایزی همچون جایزه نبیولا برای بهترین رمان و جایزه ادبی هوگو برای بهترین رمان شده‌است.
او اولین سیاهپوستی است که جایزه هوگو را دریافت کرده‌است.

## اوایل زندگی
نورا کی. جمیسین در آیووا سیتی، آیووا زاده شد و شهرهای نیویورک و موبیل، آلاباما رشد یافت. از سال ۱۹۹۰ تا ۱۹۹۴ در دانشگاه تولین تحصیل کرد و موفق به اخذ درجه کارشناسی در رشته روان‌شناسی گردید. وی برای تحصیل در مقطع کارشناسی‌ارشد به دانشگاه مریلند، کالج پارک رفت.
او برای ده سال در ماساچوست زندگی کرد و پس از آن به نیویورک نقل مکان کرد.
قبل از تبدیل شدن به یک نویسنده تمام وقت، او بعنوان یک مشاور روانشناس و مشاور انتخاب شغل مشغول به کار بود.

## حرفه
جمیسین که در سال ۲۰۰۲ از کارگاه آموزشی بهشت زنده (Viable Paradise) در رشته نویسندگی فارغ‌التحصیل شده بود، به انتشار داستان کوتاه و رمان پرداخت.
او عضوی از گروه نویسندگی براولرز (BRAWLers) بود و در سال ۲۰۱۰ به عضویت آلترد فلوید (Altered Fluid) (یک گروه منتقد داستان) در آمد.
در ۲۰۰۹ و ۲۰۱۰ داستان کوتاه"Non-Zero Probabilities" به فینال جوایز بهترین داستان کوتاه رقابت نبیولا (Nebula) و هوگو (Hugo) رسید. 
نخستین رمان جمیسین، “صد هزار قلمرو” ( The Hundred Thousand Kingdoms)، اولین قسمت سه گانه “وراثت” در سال ۲۰۱۰ منتشر و در همان سال نامزد جایزه نبیولا شد و به نیمه نهایی جوایز جیمز تیپتری جی.آر (James Tiptree Jr) رسید.
در ۲۰۱۱ هم نامزد جوایز هوگو اوارزد و ورلد فانتزی اواردز، و برنده بهترین “اولین-رمان” در رقابت لوکس اواردز شد.
کتاب‌های بعدی او دو قسمت دیگر از همان سه‌گانه“فرمانروایی شکسته” که در ۲۰۱۰ و “فرمانروایی خدایان” که در ۲۰۱۱ منتشر شده بودند.
در یک سخنرانی بعنوان یک مهمان افتخاری در سال ۲۰۱۳ در استرالیا، جمیسین موضوع برکنار کردن تئودور بیئل از مقام رئیس کل انجمن نویسندگان علمی تخیلی آمریکا(SFWA)را مطرح کرد.
پاسخ بیئل به سخنرانی جمیسین اینگونه بود: “سخنان حوصله‌سربر او به طور وحشتناکی نژاد پرستانه هستند.” 
لینک پاسخ توئیتری او در اکانت “SFWA” منتشر و بلافاصله پس از آن با رای هیئت مدیره از انجمن اخراج شد.

## جوایز
- جایزه بهترین رمان فانتزی سال ۲۰۱۰ از سوی مجله منتقدان رمانتیک تایمز (The Broken Kingdoms)
- جایزه لوکس نخستین رمان سال ۲۰۱۱ (The Hundred Thousand Kingdoms)
- جایزه حس جنسیت سال ۲۰۱۱ (The Hundred Thousand Kingdoms)
- جایزه بهترین رمان فانتزی سال ۲۰۱۲ از سوی مجله منتقدان رمانتیک تایمز (The Shadowed Sun)
- جایزه هوگو بهترین رمان سال ۲۰۱۶ (فصل پنجم (رمان))
- جایزه هوگو بهترین رمان سال ۲۰۱۷ (دروازه اوبلیسک)
- جایزه نبولا بهترین رمان سال ۲۰۱۸ (آسمان سنگی)
- جایزه لکوس بهترین فانتزی سال ۲۰۱۸ (آسمان سنگی)
- جایزه هوگو بهترین رمان سال ۲۰۱۸ (آسمان سنگی)